# Jiří Nigrin
Jiří Nigrin (zm. 1606) – wydawca praski doby kontrreformacji w Czechach.
Jego drukarnia działała w Pradze pomiędzy 1572 a 1606 rokiem. Do najznakomitszych publikacji Nigrina należą wydania kompozycji słoweńskiego kompozytora cystersa Jakuba Gallusa.